# Perdita rhodura
Perdita rhodura is een vliesvleugelig insect uit de familie Andrenidae. De wetenschappelijke naam van de soort is voor het eerst geldig gepubliceerd in 1897 door Cockerell.